# Tympanophorinae
Sous-famille
Les Tympanophorinae sont une sous-famille d'orthoptères de la famille des Tettigoniidae. 

## Distribution
Les espèces de cette sous-famille se rencontrent en Australie.

## Liste des genres
Selon Orthoptera Species File:
- †Eomortoniellus Zeuner, 1936
- Tympanophora White, 1841

## Référence
- Brunner von Wattenwyl , 1893 : Révision du système des orthoptères et description des espèces rapportées par M. Leonardo Fea de Birmanie.  Annali del Museo Civico di Storia Naturale ‘Giacomo Doria’, Genova, vol. 33, p. 1–230.